# Bolotnikowo (Kaliningrad)
Bolotnikowo (russisch Болотниково, deutsch Szameitkehmen, 1936 bis 1938 Schameitkehmen, 1938 bis 1945 Lindenhaus, litauisch Žemaitkiemiai) ist eine Siedlung in der russischen Oblast Kaliningrad. Sie gehört zur kommunalen Selbstverwaltungseinheit Munizipalkreis Krasnosnamensk im Rajon Krasnosnamensk.

## Geographische Lage
Bolotnikowo liegt 18 Kilometer südwestlich der Rajonstadt Krasnosnamensk (Lasdehnen/Haselberg) und zwei Kilometer nordwestlich der einstigen Kreisstadt Dobrowolsk (PIllkallen/Schloßberg) an der Kommunalstraße 27K-390, die von Dobrowolsk über Saratowskoje (Groß Schorellen/Adlerswalde) nach Tolstowo (Löbegallen/Löbenau) führt. Eine Bahnanbindung besteht nicht mehr. Bis 1945 war Pillkallen (Schloßberg) die nächste Bahnstation an der Bahnstrecke Tilsit–Stallupönen (Ebenrode) und dem Liniennetz der Pillkaller Kleinbahn.

## Geschichte

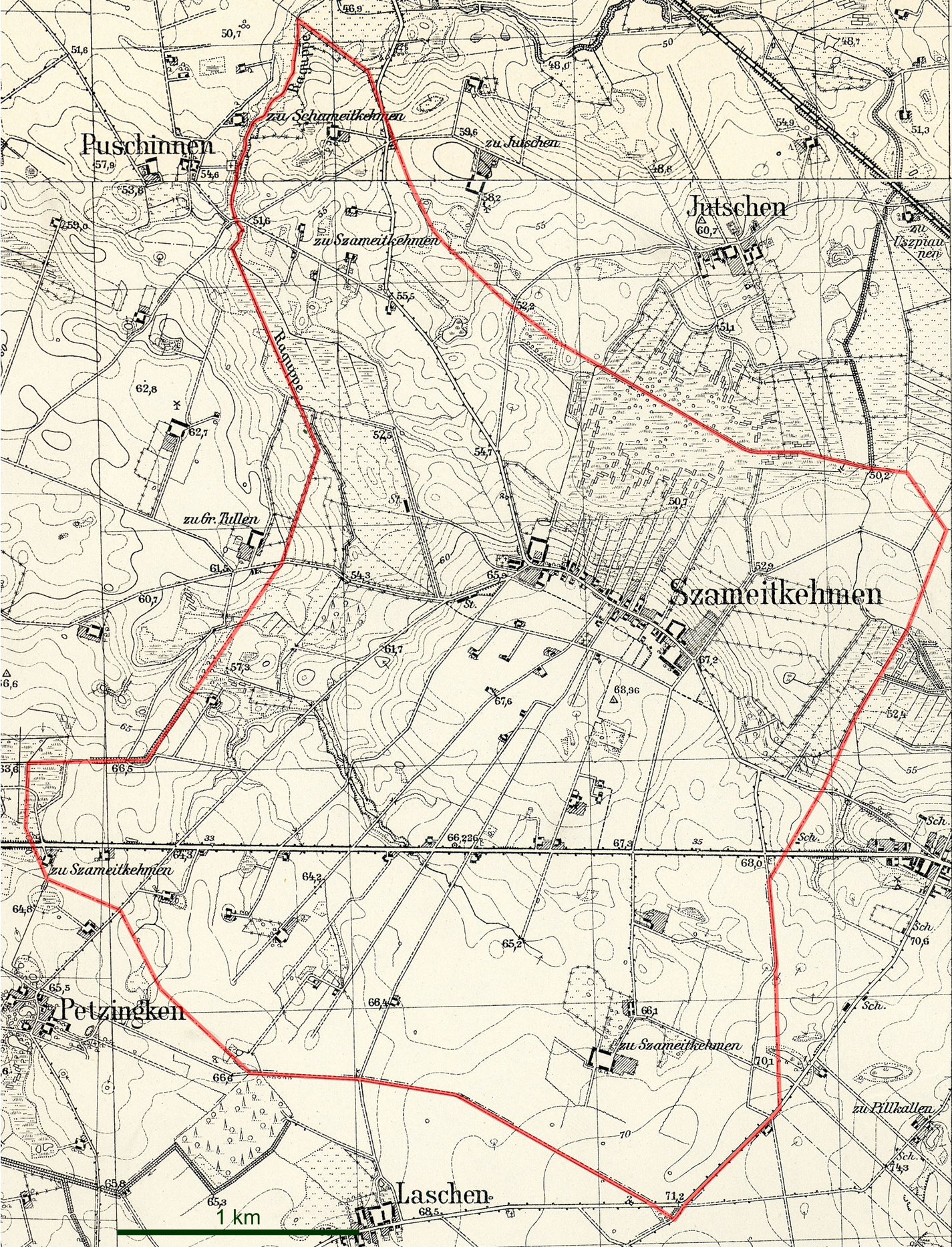
Die (Land)gemeinde Szameitkehmen auf zwei Messtischblättern von 1933 und 1937

Das damalige Sammeitken wurde im Jahre 1580 gegründet. Um 1780 war Szamaitkehmen ein meliertes Dorf. 1874 wurde die Landgemeinde Szameitkehmen dem neu gebildeten Amtsbezirk Uszpiaunen im Kreis Pillkallen zugeordnet. 1936 änderte man die Schreibweise des Ortsnamens in „Schameitkehmen“, 1938 wurde der Ort in Lindenhaus umbenannt.
In Kriegsfolge wurde das Dorf 1945 mit dem nördlichen Ostpreußen der Sowjetunion zugeordnet. Im Jahr 1947 erhielt es die russische Bezeichnung Bolotnikowo und wurde gleichzeitig dem Dorfsowjet Dobrowolsk im Rajon Krasnosnamensk zugeordnet. Von 2008 bis 2015 gehörte Bolotnikowo zur Landgemeinde Dobrowolsk, von 2016 bis 2021 zum Stadtkreis Krasnosnamensk und seither zum Munizipalkreis Krasnosnamensk.

### Einwohnerentwicklung
| Jahr | Einwohner |
| ---- | --------- |
| 1867 | 580       |
| 1871 | 523       |
| 1885 | 638       |
| 1905 | 601       |
| 1910 | 635       |
| 1933 | 634       |
| 1939 | 593       |
| 1984 | ~ 240     |
| 2002 | 119       |
| 2010 | 97        |
| 2021 | 53        |

## Kirche
Vor 1945 war Szameitkehmen resp. Lindenhaus mit seiner größtenteils evangelischen Bevölkerung in das Kirchspiel der Kirche Pillkallen eingepfarrt und gehörte somit zum Kirchenkreis Pillkallen (Schloßberg) in der Kirchenprovinz Ostpreußen der Kirche der Altpreußischen Union. Heute liegt Bolotnikowo im weitflächigen Einzugsbereich der neu entstandenen evangelisch-lutherischen Gemeinde in Babuschkino (Groß Degesen) innerhalb der Propstei Kaliningrad (Königsberg) der Evangelisch-lutherischen Kirche Europäisches Russland.